# Satyrium pumilum
Satyrium pumilum är en orkidéart som beskrevs av Carl Peter Thunberg. Satyrium pumilum ingår i släktet Satyrium och familjen orkidéer. Inga underarter finns listade i Catalogue of Life.

## Bildgalleri

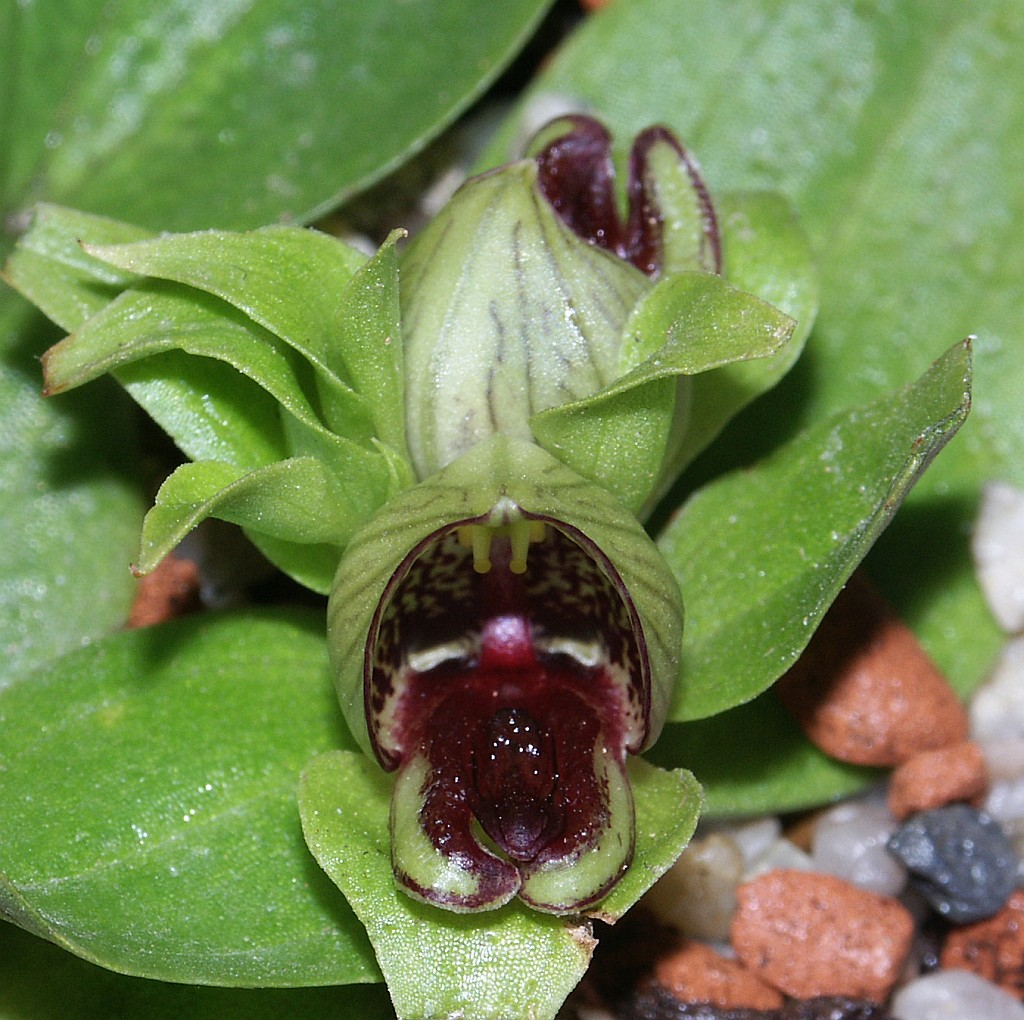
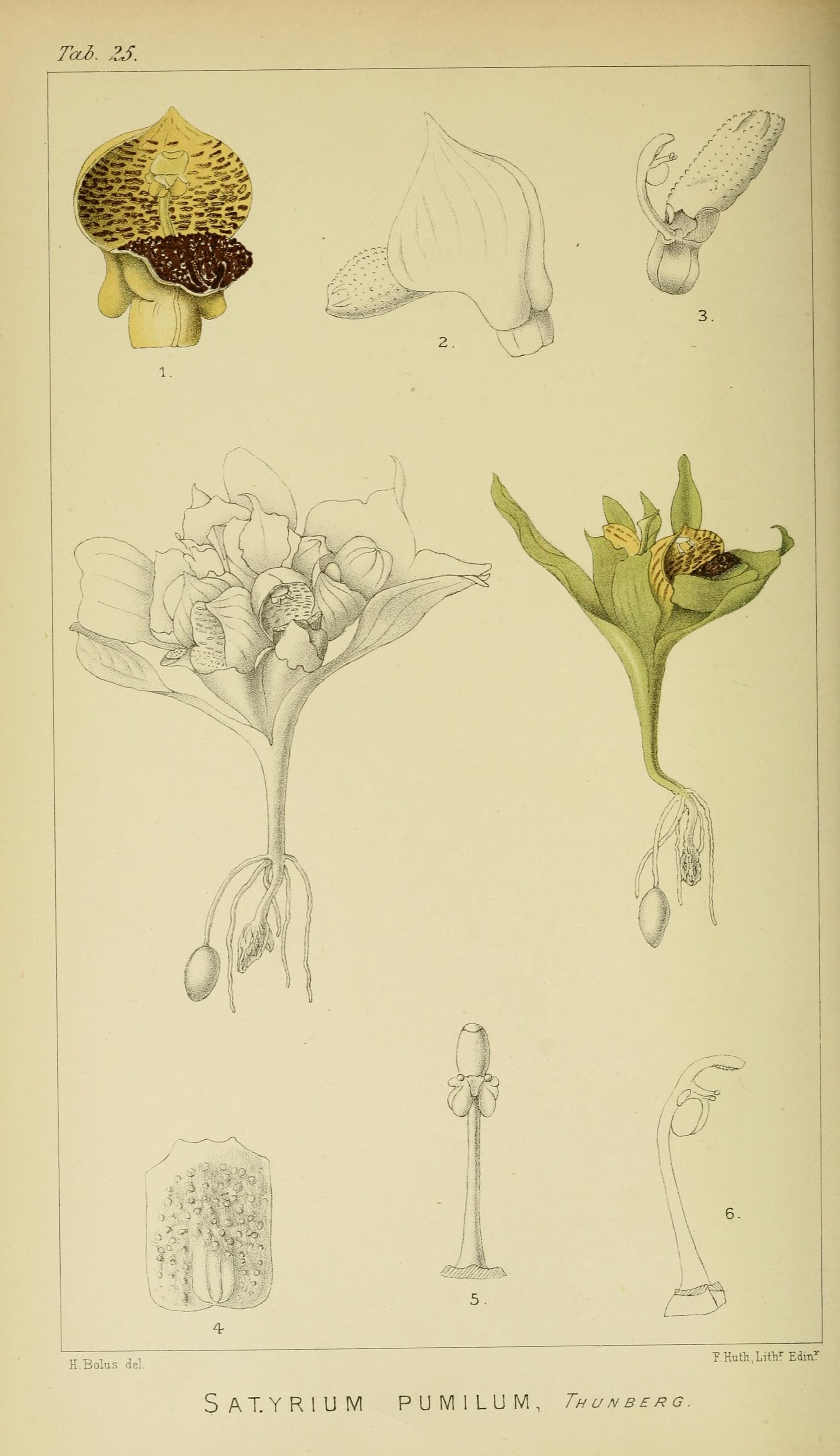